# HD 155358
HD 155358是一顆低金屬量的黃矮星，距離地球約43光年，位於武仙座。該恆星旁已發現兩顆系外行星。
該恆星年齡119億年，質量是太陽的0.89倍。它是擁有系外行星的恆星中金屬量最低者之一，只有太陽的21%。

## 觀測
HD 155358的視星等7.5，必須以望遠鏡觀測。該恆星於1859年被普魯士天文學家弗里德里希·阿格兰德收入波恩星表，當時紀錄的視星等7.2。1958年時位於印度海得拉巴的Nizamiah天文台發現該恆星有相對較高的自行。1979年該恆星被認為距離太陽25秒差距以內，在這之前它不被認為是近距離恆星。
2001年起天文學家使用麦克唐纳天文台霍比-埃伯利望远镜的高解析度攝譜儀觀測HD 155358。觀測結果發現了徑向速度變化，代表該天體旁有物體的重力影響它。基於這些資料，天文學家推論至少有兩顆系外行星存在。

## 行星系統
2007年5月10日，德州大學的天文學家 Cochran 等人宣布在HD 155358旁發現兩顆系外行星，因此它成為有系外行星的恆星中金屬量最低者之一。這兩顆行星的發現是以霍比-埃伯利望远镜觀測恆星因為行星重力產生的徑向速度變化。這兩顆行星的重力交互作用中建立的模型假設行星的質量是由經驗確定的下限值，並且會以2700年的時間互換軌道離心率，近心點角則以2300年的時間互換。HD 155358 b的質量稍低於木星。HD 155358 c的質量則是木星的一半。但更進一步的質量則需要從軌道傾角得知。HD 155358 b距離母恆星0.628天文單位，HD 155358 c則是1.224天文單位。
| 成員 (依恆星距離) | 质量              | 半長軸 (AU)   | 轨道周期 (天) | 離心率        | 傾角 | 半径 |
| ----------------- | ----------------- | ------------- | ------------- | ------------- | ---- | ---- |
| b                 | >0.89 ± 0.12 MJ   | 0.628 ± 0.020 | 195.0 ± 1.1   | 0.112 ± 0.037 | —    | —    |
| c                 | >0.504 ± 0.075 MJ | 1.224 ± 0.081 | 530.3 ± 27.2  | 0.176 ± 0.174 | —    | —    |

## 外部連結
- The Extrasolar Planet Encyclopedia: HD 155358 （页面存档备份，存于）
- Extrasolar Planet Interactions （页面存档备份，存于） by Rory Barnes & Richard Greenberg, Lunar and Planetary Lab, University of Arizona